# Col·legi de Religioses del Cor de Maria
El Col·legi de Religioses del Cor de Maria és un monument del municipi de Valls (Alt Camp) inclòs en l'Inventari del Patrimoni Arquitectònic de Catalunya.

## Descripció
És una església entre mitgeres que la integren en el conjunt del col·legi. Està feta de pedra i arrebossat amb encoixinats figurats, i té una sola nau amb tres capelles d'arc escarser a cada banda.
El cor és als peus, i connecta a dreta i esquerra amb dues galeries d'arc de mig punt que s'obren a la nau central. La façana presenta porta d'entrada d'arc de mig punt amb doble brancal. L'arquivolta té decoració floral. A la part superior hi ha una rosassa gotitzant i la coberta de l'edifici és a dos vessants.

## Història
L'any 1878, va establir-se a Valls un col·legi de Religioses del Cor de Maria a les cases núm. 10 del carrer de l'Escrivania Vella i núm. 8 del carrer dels Jueus. Les dues cases aviat foren insuficients i, amb el producte de la seva venda i a base de donatius, va construir-se un nou edifici més ampli al lloc que avui ocupa, inaugurat l'agost de 1891. La nova església es començà el març de 1902, i va inaugurar-se el 27 de maig de 1903. Va ser projectada i dirigida per l'arquitecte Joaquim Codina.